# Xie Jun
Xie Jun (chinesisch 謝軍 / 谢军, Pinyin Xiè Jūn; * 30. Oktober 1970 in Peking) ist eine chinesische Schachspielerin und ehemalige Weltmeisterin.

## Leben
In ihrer Jugend spielte sie zunächst Xiangqi und wurde im Alter von zehn Jahren in Peking Meisterin der Mädchen, wechselte dann zum Schach und wurde staatlich gefördert. 1988 nahm sie an der Schacholympiade in Thessaloniki teil und holte 10 von 13 Punkten. Im gleichen Jahr wurde sie Landesmeisterin.

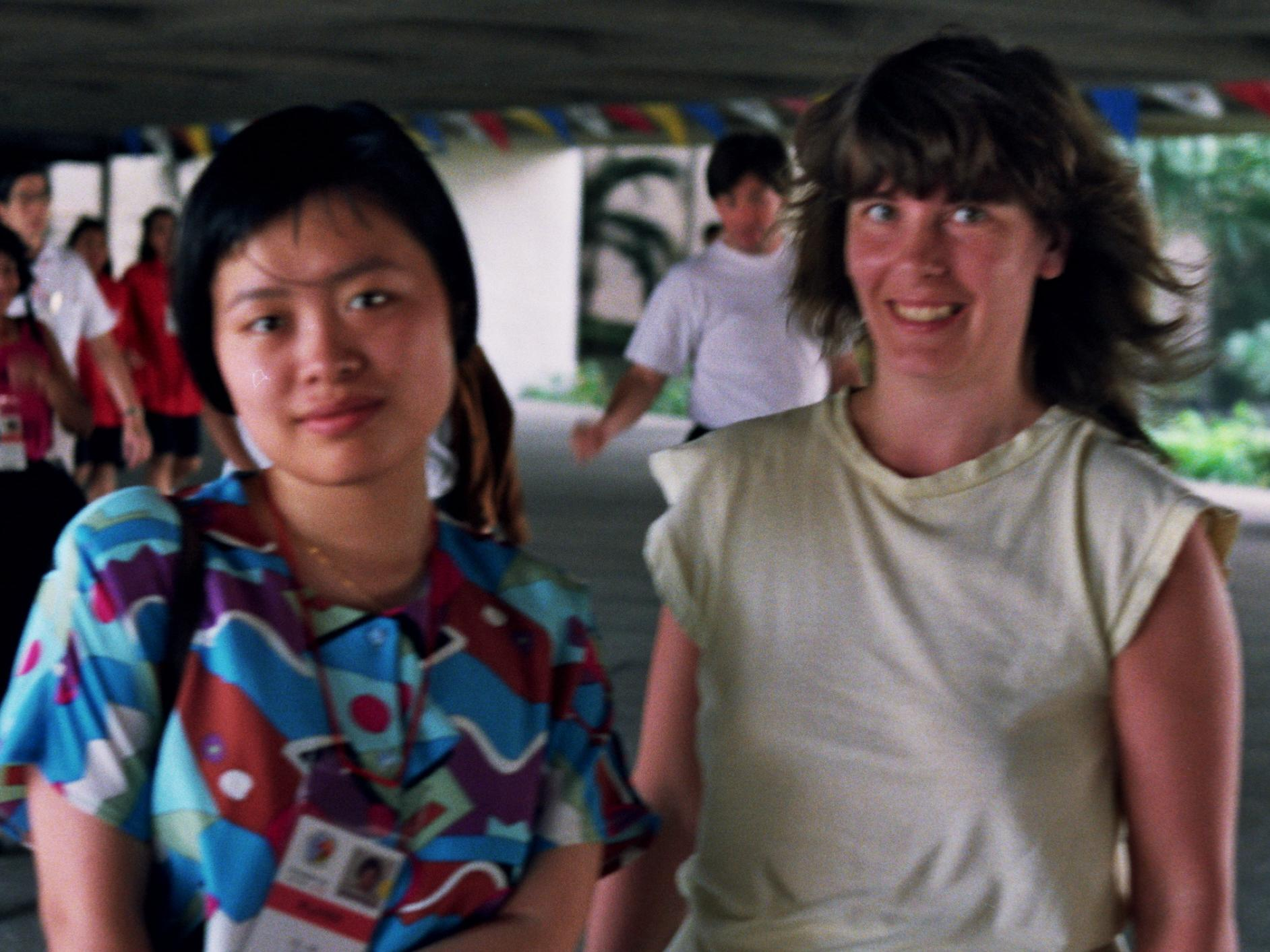
Weltmeisterin Xie Jun und Barbara Hund auf dem Weg zur Schacholympiade 1992 in Manila

1991 erreichte sie über das Interzonenturnier in Kuala Lumpur, das Kandidatenturnier in Borschomi und den fälligen Stichkampf gegen Alisa Marić das WM-Finale in Manila. Hier gewann sie als nahezu Unbekannte überraschend den Weltmeistertitel gegen Maia Tschiburdanidse.
Den Titel Großmeister (GM) erhielt sie 1993. Im selben Jahr verteidigte sie in Monte Carlo den WM-Titel gegen Nana Iosseliani. 1996 verlor sie ihn wieder gegen Zsuzsa Polgár. Als diese 1999 nicht zur Titelverteidigung antrat, konnte Xie Jun den Weltmeistertitel noch einmal erobern, bis sie ihn 2001 an ihre Landsfrau Zhu Chen verlor.
1998 und 2000 gewann sie mit der chinesischen Mannschaft Goldmedaillen bei der Schacholympiade. Seit 2004 trägt sie den Titel FIDE Senior Trainer. 2005 erhielt sie in Shenzhen den Laureus China Top Ten Athletes Award in der Rubrik Nichtolympischer Sportler des Jahres.
Xie Jun hat seit der chinesischen Mannschaftsmeisterschaft 2007 keine gewertete Partie mehr gespielt, so dass ihre Elo-Zahl seit Januar 2008 unverändert bei 2574 liegt. Dies ist gleichzeitig die höchste Elo-Zahl, die Xie Jun erreicht hat. Sie wäre damit die viertbeste Frau in der Weltrangliste und die zweitbeste in der chinesischen Frauenrangliste, wird aber von der FIDE als inaktiv geführt.

## Partiebeispiel
|   | a | b | c | d | e | f | g | h |   |
| 8 |   |   |   |   |   |   |   |   | 8 |
| 7 |   |   |   |   |   |   |   |   | 7 |
| 6 |   |   |   |   |   |   |   |   | 6 |
| 5 |   |   |   |   |   |   |   |   | 5 |
| 4 |   |   |   |   |   |   |   |   | 4 |
| 3 |   |   |   |   |   |   |   |   | 3 |
| 2 |   |   |   |   |   |   |   |   | 2 |
| 1 |   |   |   |   |   |   |   |   | 1 |
|   | a | b | c | d | e | f | g | h |   |

In der folgenden Partie besiegte Xie Jun mit den weißen Figuren im Turnier von Jinan 2002 den englischen Weltklassespieler Nigel Short.
Xie Jun–Short 1:0
Jinan, 21. Juli 2002
Französische Verteidigung (Tarrasch-Variante), C09
1. e4 e6 2. d4 d5 3. Sd2 c5 4. exd5 exd5 5. Sgf3 Sc6 6. Lb5 cxd4 7. 0–0 Ld6 8. Sb3 Se7 9. Sbxd4 0–0 10. Lg5 Db6 11. c3 a6 12. Lxc6 bxc6 13. Te1 Sg6 14. Dc2 Ld7 15. b3 Tfe8 16. Txe8+ Txe8 17. Te1 Txe1+ 18. Sxe1 c5 19. Sdf3 h6 20. Le3 Dc7 21. Dd2 Se7 22. h3 Lf5 23. Sd3 Le4 24. Sfe1 g5 25. b4 cxb4 26. cxb4 Dc4 27. Lc5 Lxc5 28. Sxc5 Sc6 29. Sxe4 dxe4 30. a3 Sd4 31. h4 f6 32. hxg5 hxg5 33. De3 Kf7 34. Kh2 Se6 35. Da7+ Kg6 36. De7 Sg7 37. f3 exf3 38. Sxf3 Df4+ 39. Kg1 Dc1+ 40. Kh2 Dxa3 41. De4+ Kh6 42. Dd4 Sh5 43. Dd8 Db3 44. Dh8+ Kg6 45. De8+ Df7 46. Dc6 De7 47. Dxa6 Dxb4 48. Dd3+ Kh6 49. Dd8 Df4+ 50. Kg1 Sg7 51. Sd4 g4 52. Dh8+ Kg6 53. Dxg7+ 1:0

## Nationalmannschaft
Mit China nahm Xie Jun an den Schacholympiaden der Frauen 1988, 1990, 1992, 1994, 1996, 1998, 2000 und 2004 teil. Mit der Mannschaft gewann sie 1998, 2000 und 2004, erreichte 1996 den zweiten sowie 1990, 1992 und 1994 den dritten Platz. In der Einzelwertung erreichte Xie Jun 1990 und 2004 die zweitbeste Elo-Leistung aller Teilnehmerinnen und gewann 1990, 1992 und 2000 die individuelle Bronzemedaille am Spitzenbrett. Außerdem gewann sie mit China die asiatische Mannschaftsmeisterschaft der Frauen 1995.

## Vereine
In der chinesischen Mannschaftsmeisterschaft spielte Xie Jun von 2005 bis 2007 für die Beijing Patriots, mit denen sie 2005 und 2006 die Meisterschaft gewann. In der niederländischen Meesterklasse spielte sie von 1997 bis 1999 für die Hilversums Schaakgenootschap.

## Schriften
- Xie Jun: Chess champion from China. Gambit Publications, London 1998, ISBN 1-901983-06-4.